# Рудневка (Липецкая область)
Рудневка — деревня Малобоевского сельсовета Елецкого района Липецкой области.

## География
Рудневка находится севернее деревни Дерновка. Через деревню проходит просёлочная дорога, севернее её — большой водоём, западнее — автомобильная дорога.
В деревне имеется одна улица — 9 мая.

## Население
| 2010 |
| ---- |
| 10   |